# Landfall Games
Landfall Games AB ist ein schwedischer Videospielentwickler mit Sitz in Stockholm. Das Unternehmen wurde im Jahre 2015 von Wilhelm Nylund gegründet.

## Geschichte
Das erste Spiel, Air Brawl, wurde von Wilhelm Nylund und Philip Westre in der High School entwickelt. Als es für die Swedish Game Awards 2014 nominiert wurde, beschloss Wilhelm, nicht auf das College zu gehen, sondern stattdessen das Spiel fertigzustellen. Als es etwa ein Jahr später auf Steam im Early Access verfügbar war, kamen Philip und später Petter Henriksson zum neu gegründeten Entwicklungsstudio. Sie entwickelten mit Hilfe von Karl Flodin Clustertruck. Dessen Erfolg ermöglichte es, das junge Unternehmen zu vergrößern.

## Entwickelte Spiele
| Jahr | Titel                               | Plattformen                                                                       | Publisher            |
| ---- | ----------------------------------- | --------------------------------------------------------------------------------- | -------------------- |
| 2015 | Air Brawl                           | Windows, macOS, Linux                                                             | Landfall             |
| 2015 | Square Brawl                        | Windows, macOS, Linux                                                             | Landfall             |
| 2016 | Clustertruck                        | Windows, macOS, Linux, PlayStation 4, Xbox One, Nintendo Switch, Nvidia Shield TV | tinyBuild            |
| 2016 | Supertruck                          | Windows                                                                           | tinyBuild            |
| 2017 | Totally Accurate Battle Zombielator | Windows                                                                           | Landfall             |
| 2017 | Stick Fight: The Game               | Windows, macOS                                                                    | Landfall             |
| 2018 | Totally Accurate Battlegrounds      | Windows                                                                           | Landfall             |
| 2019 | Totally Accurate Battle Simulator   | Windows, macOS                                                                    | Landfall             |
| 2021 | Rounds                              | Windows                                                                           | Landfall             |
| 2022 | Knightfall: A Daring Journey        | Windows                                                                           | Landfall             |
| 2023 | Landfall Archives                   | Windows                                                                           | Landfall             |
| 2024 | Content Warning                     | Windows                                                                           | Landfall             |
| 2025 | Haste                               | Windows, macOS, Linux/SteamOS                                                     | Landfall             |
| 2025 | Peak                                | Windows                                                                           | Aggro Crab, Landfall |